# إد ماين
إد ماين هو سياسي أمريكي، ولد في 16 سبتمبر 1945 في Bingham Canyon, Utah ‏ في الولايات المتحدة، وتوفي في 25 نوفمبر 2007 في ويست فالي سيتي في الولايات المتحدة. نشط حزبياً في Utah Democratic Party ‏ والحزب الديمقراطي. وقد انتخب عضو مجلس ولاية يوتا ‏.

## وصلات خارجية
- الموقع الرسمي